# Waldshut-Tiengen
Waldshut-Tiengen is een plaats in de Duitse deelstaat Baden-Württemberg. Het is de Kreisstadt van het Landkreis Waldshut. De stad telt 24.067 inwoners en ligt op een hoogte van circa 350 meter.
Bezienswaardig is de Kaiserstraße (voetgangerszone), aan beide zijden omsloten door twee markante stadspoorttorens, met talloze oude vakwerkhuizen. In het midden van de straat stroomt door een stenen goot water. Ook zijn er drie moderne fonteinen. Winkels en terrasjes completeren het geheel. Achter de Kaiserstraße bevindt zich aan de Rijn een panoramaplatform met uitzicht op de rivier en Zwitserland.
Tegenover Waldshut ligt aan de zuidzijde van de Rijn op Zwitsers grondgebied sinds 1984 de kerncentrale van Leibstadt.

## Stadsdelen
- Aichen (met Gutenburg)
- Breitenfeld
- Detzeln
- Eschbach
- Gurtweil
- Indlekofen
- Krenkingen
- Oberalpfen
- Waldkirch (met Gaiß en Schmitzingen)

## Geboren
- Pater Frans Jordans (Gurtweil 1848), stichter Societeit van de Goddelijke Heiland
- Johannes Flum (14 december 1987), voetballer

## Geografie
Waldshut-Tiengen heeft een oppervlakte van 77,98 km² en ligt in het zuidwesten van Duitsland. Waldshut behoorde tot 1805 tot provincie Vorderösterreich die onderdeel was van de Habsburgse landen. Tiengen maakte deel uit van het vorstelijk landgraafschap Klettgau, dat in 1806 bij het groothertogdom Baden kwam
Deze kleine plaats heeft geschiedenis geschreven in de kerkgeschiedenis. In de tijd van de reformatie ging in Waldshut de katholieke priester Balthasar Hubmaier over tot de gematigde doperse beweging en kreeg hij een grote groep mee in Waldshut. Dit had vervolging en gevechten met de Oostenrijkse keizerstroepen tot gevolg die niets naast het rooms-katholicisme dulden.
De Baptistenkerk in Waldshut is naar Balthasar Hubmaier vernoemd (Balthasar-Hubmaier-Kapelle)

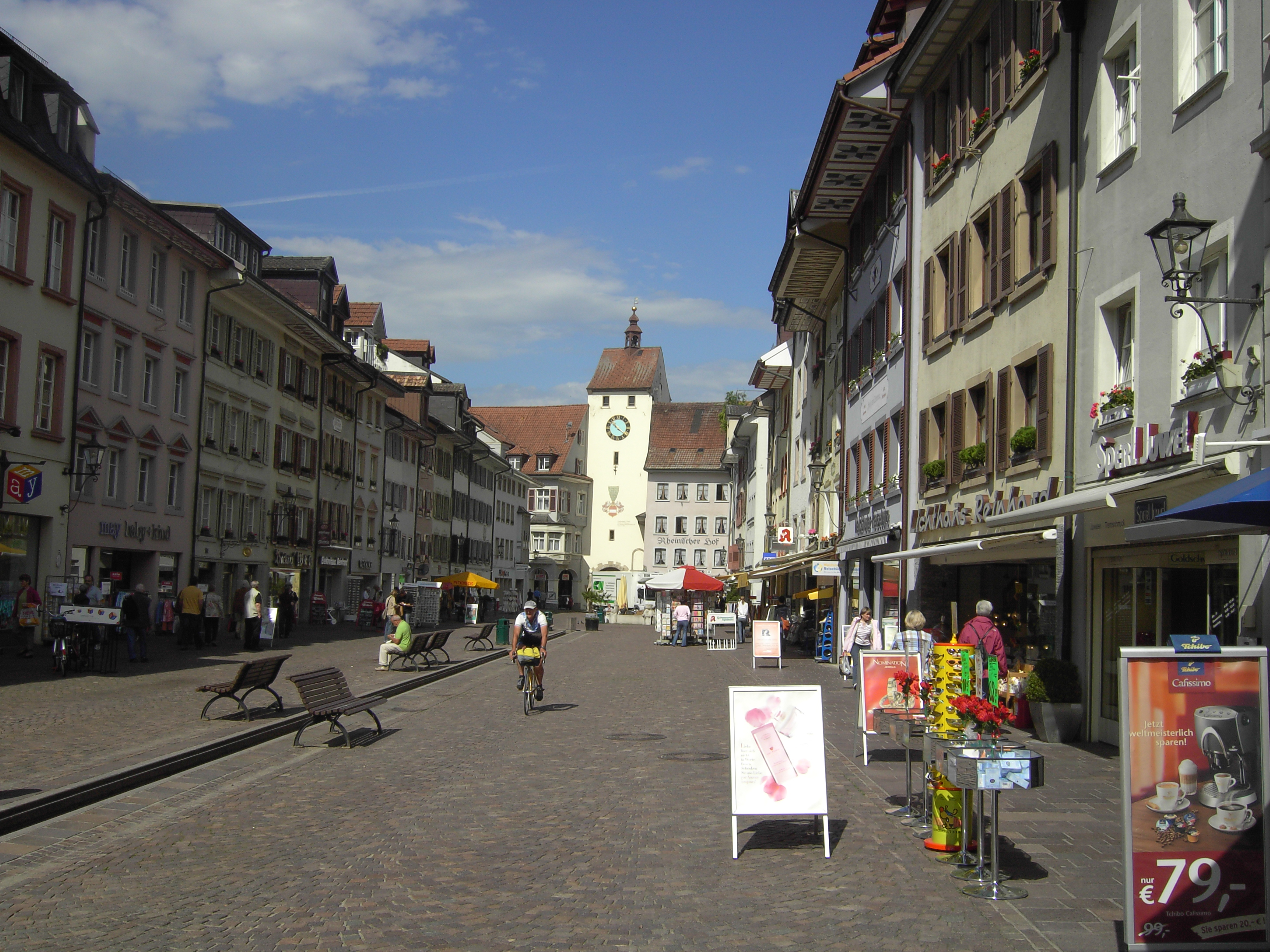
Waldshut

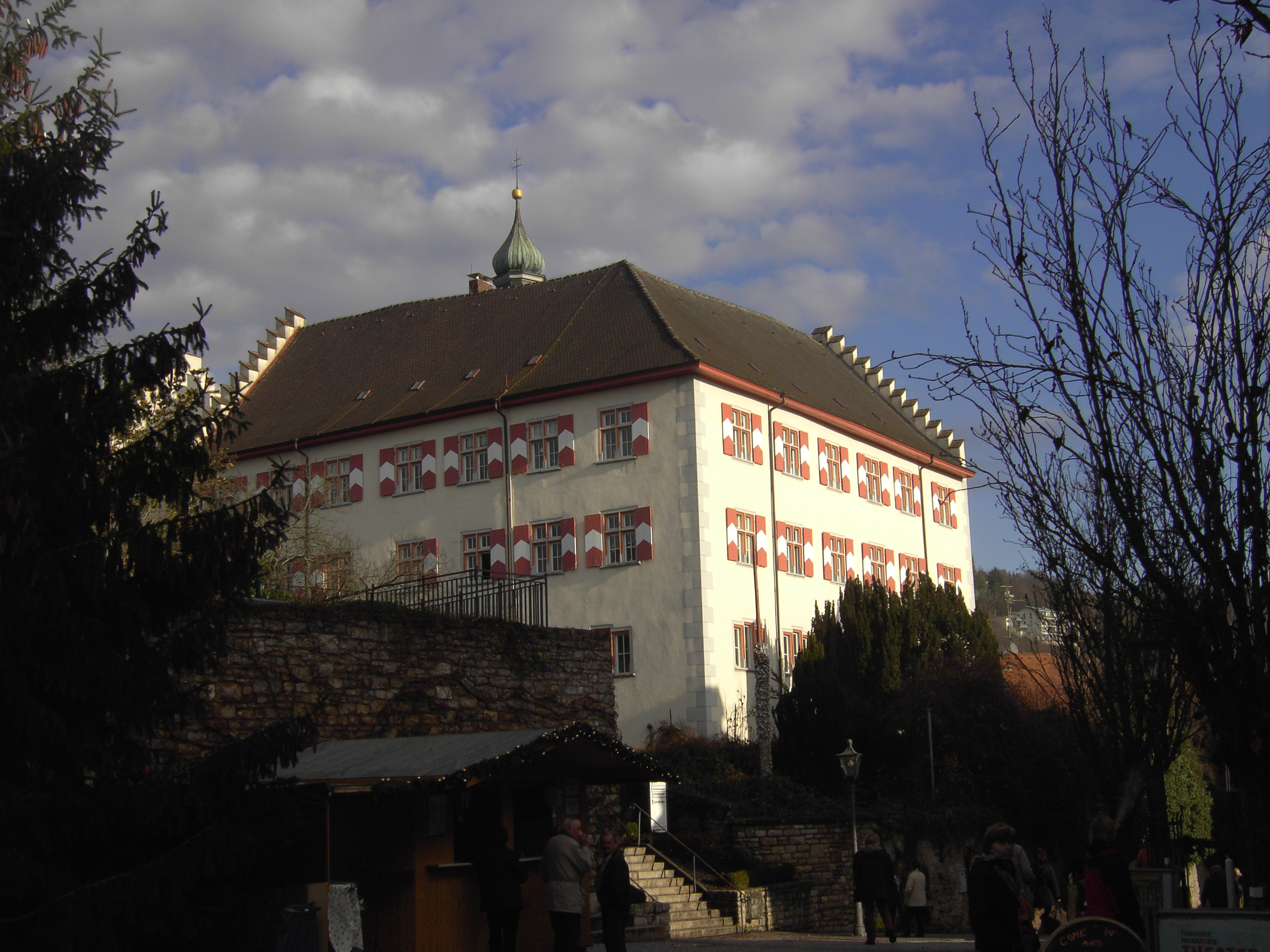
Schloss Tiengen

Albbruck ·
Bad Säckingen ·
Bernau im Schwarzwald ·
Bonndorf im Schwarzwald ·
Dachsberg ·
Dettighofen ·
Dogern ·
Eggingen ·
Görwihl ·
Grafenhausen ·
Häusern ·
Herrischried ·
Höchenschwand ·
Hohentengen am Hochrhein ·
Ibach ·
Jestetten ·
Klettgau ·
Küssaberg ·
Lauchringen ·
Laufenburg (Baden) ·
Lottstetten ·
Murg ·
Rickenbach ·
St. Blasien ·
Stühlingen ·
Todtmoos ·
Ühlingen-Birkendorf ·
Waldshut-Tiengen ·
Wehr ·
Weilheim ·
Wutach ·
Wutöschingen